# Klaudiusz
A Klaudiusz latin eredetű férfinév a Claudius nemzetségnévből származik. Ez eredetileg a claudus szóból ered, aminek a jelentése: sánta, béna.  Női párja: Klaudia.

## Rokon nevek
- Klaudió:[1] a Klaudiusz olasz változatából származik.[2]

## Gyakorisága
Az 1990-es években a Klaudiusz és a Klaudió egyaránt szórványos név, a 2000-es években nem szerepelnek a 100 leggyakoribb férfinév között.

## Névnapok
Klaudiusz, Klaudió
- június 6.
- november 8.

## Híres Klaudiuszok, Klaudiók
- Claudius római császár
- Klaudiosz Ptolemaiosz görög származású matematikus, csillagász, geográfus, asztrológus, költő
- Claudius Galenos görög származású római orvos, filozófus, tudós
- Claudius Lucius Valerius Domitius Aurelianus római császár
- Claudio Monteverdi olasz zeneszerző
- Claude Monet francia impresszionista festő
- Claude Debussy francia impresszionista zeneszerző